# Piotr Czachowski
Piotr Czachowski (født 7. juli 1966 i Warszawa, Polen) er en tidligere polsk fodboldspiller (forsvarer/midtbane).
Czachowski spillede primært i hjemlandet, hvor han blandt andet var tilknyttet Stal Mielec, Legia Warszawa og Zagłębie Lubin. Hos Legia var han i 1994 med til at vinde det polske mesterskab. Han var også udlandsprofessionel hos Udinese i Italien samt Dundee F.C. i Skotland.
Czachowski spillede desuden 45 kampe og scorede ét mål for det polske landshold. Han nåede aldrig at deltage i en slutrunde med landet.